# Lochbusch-Königswiesen
Das Naturschutzgebiet Lochbusch-Königswiesen liegt auf dem Gebiet der kreisfreien Stadt Neustadt an der Weinstraße und des Landkreises Bad Dürkheim in Rheinland-Pfalz.
Das 199,01 ha große Gebiet, das mit Verordnung vom 5. September 1983 unter Naturschutz gestellt wurde, erstreckt sich zwischen Geinsheim, einem Ortsteil von Neustadt an der Weinstraße, im Südwesten und der Ortsgemeinde Hanhofen im Osten. Das Gebiet wird in West-Ost-Richtung vom Speyerbach durchflossen. Am südlichen Rand des Gebietes verläuft streckenweise die B 39, unweit östlich verläuft die Landesstraße L 529.
Das Gebiet umfasst Niedermoor-, Feuchtwiesen-, Waldrand- und Waldgesellschaften.